# Luigi Carello
Luigi Carello (Torino, 28 ottobre 1928 – Torino, 18 marzo 2003) è stato un calciatore italiano, di ruolo attaccante.

## Carriera
Giocò in Serie A con la Lucchese.